# Xylota analis
Xylota analis är en tvåvingeart som beskrevs av Samuel Wendell Williston  1887. Xylota analis ingår i släktet vedblomflugor, och familjen blomflugor. Inga underarter finns listade i Catalogue of Life.